# Rena affinis
Espèce
Synonymes
- Stenostoma affine Boulenger, 1884
- Leptotyphlops affinis (Boulenger, 1884)

Rena affinis est une espèce de serpents de la famille des Leptotyphlopidae.

## Répartition
Cette espèce est endémique du Venezuela. Elle se rencontre dans les États de Tachira et de Merida.

## Publication originale
- Boulenger, 1884 : Descriptions of new Species of Reptiles and Batrachians in the British Museum - Part II. Annals and Magazine of Natural History, ser. 5, vol. 13, p. 396-398 (texte intégral).